# Szakáld, Borsod-Abaúj-Zemplén
Szakáld este un sat în districtul Tiszaújváros, județul Borsod-Abaúj-Zemplén, Ungaria, având o populație de 493 de locuitori (2011). 

## Demografie
Componența etnică a satului Szakáld
     Maghiari (96,25%)
     Romi (2,25%)
     Alții (1,5%)
Componența confesională a satului Szakáld
     Romano-catolici (36,92%)
     Fără religie (9,33%)
     Greco-catolici (7,3%)
     Reformați (5,88%)
     Necunoscută (40,57%)
     Alte religii (1,83%)
Conform recensământului din 2011, satul Szakáld avea 493 de locuitori. Din punct de vedere etnic, majoritatea locuitorilor (96,25%) erau maghiari, cu o minoritate de romi (2,25%). Nu există o religie majoritară, locuitorii fiind romano-catolici (36,92%), persoane fără religie (9,33%), greco-catolici (7,3%) și reformați (5,88%). Pentru 40,57% din locuitori nu este cunoscută apartenența confesională.